# Nan Tien
Le temple Nan Tien (en chinois : 南天寺, Nántiān Sì, « Temple du paradis méridional ») est un temple bouddhiste situé à Wollongong, à environ 80 km au sud de Sydney en Australie. C'est l'un des plus grands temples bouddhistes de l'hémisphère austral.